# Alessandro M
Alessandro M è un cavatappi progettato nel 2003 da Alessandro Mendini per Alessi, azienda italiana produttrice di oggetti di design.
Negli anni sono state introdotte diverse varianti dell’oggetto, che spaziano da Babbo Natale, a Pinocchio, alla guardia inglese o ad Arlecchino, passando poi all’edizione per l’Expo 2015 e all’edizione speciale 2018 (PRODUCT) RED, dove una parte del ricavato viene donata al fondo globale per la lotta all'AIDS per fornire farmaci salvavita.

## Storia
Il cavatappi Alessandro M è stato progettato da Alessandro Mendini nel 2003. 
Di questo oggetto di design sono state create diverse versioni, cambiandone l’estetica ma mantenendone l’aspetto formale. Alessandro Mendini decide di autocelebrarsi, tramite il cavatappi, inserendo se stesso all’interno del mondo del design, non solo come creatore ma anche come creatura. Il progettista risponde all’ennesima provocazione del successo del cavatappi-donna Anna G., quasi come per regalarle un compagno.

## Descrizione

### Caratteristiche tecniche
Il cavatappi è composto da un corpo in resina termoplastica che presenta caratteristiche antropomorfe, riprodotte in maniera sintetica dalle tipiche forme di piedi, gambe, busto e braccia. Allo stesso modo nella manopola in zama cromata, vengono riprodotte in maniera minimale un cappello e le caratteristiche tipiche di un volto come occhi, bocca e orecchie. Alla base del cavatappi è presente un foro in cui inserire il collo della bottiglia. Mediante il meccanismo di rotazione della manopola, la vite, presente all’interno del corpo, si aggancia al tappo permettendo l’apertura della bottiglia. 
| Dimensioni    |         |
| ------------- | ------- |
| diametro      | 6 cm    |
| altezza       | 21,7 cm |
| peso unitario | 300 g ~ |

### Versioni

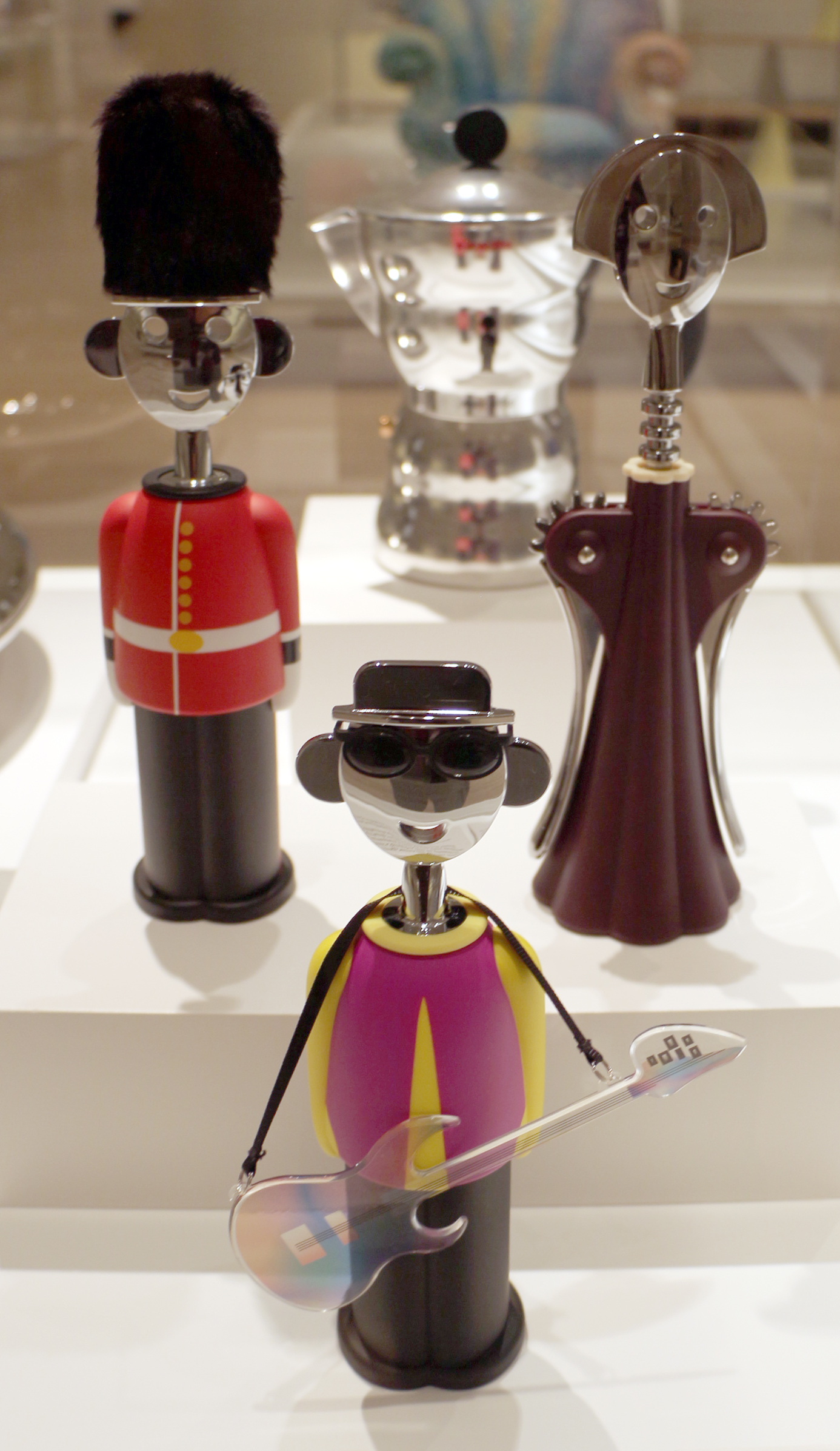
Versioni Alessandro M

Negli anni sono state prodotte molte varianti estetiche dell'oggetto fra cui:
- EXPO 2015[3]
- Product Red, a sostegno della lotta contro l'AIDS[1]
- Groninger Museum, celebrazione dei 25 anni di attività[4]
- Pinocchio[5]
- Superman[6]
- Sun Dream[7]
- Angelo[8]
- Fantasma[9]

### Caratteristiche plastiche
Dal punto di vista formale il cavatappi è costituito dalla parte superiore in materiale metallico che si contrappone alla parte inferiore in resina termoplastica attraverso il contrasto lucido-opaco, freddo-caldo e la distinzione cromatica. La luminosità dell’oggetto è dovuta principalmente alla parte metallica, la quale attira subito lo sguardo. Alessandro M. è caratterizzato principalmente da linee curve e forme morbide ma anche da linee rette verticali, questo rende la staticità dell’oggetto. Il cavatappi si sviluppa su un piano verticale; è presente un leggero slancio verso l’alto valorizzato dalla pesantezza visiva della parte inferiore rispetto a quella superiore. L’oggetto è riconoscibile da qualsiasi angolazione lo si osservi.

## Grado di codifica
In Alessandro M. vi è un equilibrio tra il riferimento estetico all’autore, che lo rende innovativo, e la sua funzionalità di cavatappi che non viene alterata in alcun modo. Proprio come il suo creatore, che a suo dire non sapeva vestirsi, il cavatappi indossa sempre gli stessi “indumenti”. Infatti, in un’intervista al Corriere della Sera, Mendini si definisce come un “geppetto”, in quanto con le mani crea la vita; proprio con questa mentalità affronta il progetto del cavatappi, raffigura la sua vita in un oggetto.

## Simboli
Nella versione classica del cavatappi non sono presenti simbologie, tuttavia si possono trovare in altre versioni. Ad esempio nel 2018 è stata creata l’edizione (PRODUCT) RED di Alessandro M per la lotta contro l’AIDS. Il suo abbigliamento è completamente rosso, colore simbolo della causa, ed è presente un cuore tra parentesi che invita a “metterci il cuore” e a spingere per un cambiamento sociale volto alla positività. Alessi dona una parte del ricavato al Fondo globale per la lotta all’AIDS che può fornire 8 giorni di farmaci salvavita contro l’HIV.

## Figuratività
Alessandro M. si presenta come la stilizzazione di una figura umana non realisticamente riprodotta ma ridotta ai tratti essenziali. L’insieme degli elementi, plastici e metallici, che costituiscono l’oggetto fanno capire all’osservatore che si tratta della rappresentazione di un uomo, in particolare dell’autore stesso. Ciò deriva da un uso sapiente di linee e colori che ricordano caratteristiche estetiche tipiche di un uomo comune (maglietta, pantaloni, cappello, viso, ecc.).

## Valorizzazione
Alessandro Mendini non ha modificato le caratteristiche funzionali di un classico cavatappi, ne ha solo innovato l’estetica. L’utente si sente valorizzato nel possedere un oggetto di design di alto livello nonostante abbia un prezzo accessibile. Il cavatappi è la rappresentazione di un uomo, ciò nasconde la sua funzione.